# Лагна
Лагна — ручей в России, протекает по территории Сосновецкого сельского поселения Беломорского района Республики Карелии. Длина ручья — 17 км.
Ручей берёт начало из озера Каменного на высоте 144,6 м над уровнем моря.
Течёт преимущественно в юго-восточном направлении по заболоченной местности.
Ручей в общей сложности имеет семь притоков суммарной длиной 14 км.
Втекает на высоте 120,6 м над уровнем моря в озеро Верхнее Куженгу, через которое протекает река Куженга, впадающая в озеро Берёзовое. Последнее соединяется короткой протокой с озером Тунгудским, через которое протекает река Тунгуда, впадающая в реку Нижний Выг.
Населённые пункты на ручье отсутствуют.
Код объекта в государственном водном реестре — 02020001312202000006700.